# Freesia fucata
Freesia fucata är en irisväxtart som beskrevs av John Charles Manning och Peter Goldblatt. Freesia fucata ingår i släktet Freesia och familjen irisväxter. Inga underarter finns listade i Catalogue of Life.